# Amor en lo alto
Amor en lo alto es el cuarto álbum  de la banda Los Terapeutas. Fue editado en 2002 por el sello Sondor en Uruguay y por Melopea en Argentina.
Es considerado un disco bisagra en la carrera de la banda: en el sonido, en la recepción del público y en la formación del grupo.
Es el último álbum con la formación inicial del grupo. Luego de su grabación se alejaron el percusionista Wilson Negreyra y el guitarrista Alejandro Roca, pasando a formar parte de la banda el guitarrista Pedro Alemany.
En el disco aparecen muchos géneros musicales, incluyendo pop, reggae, candombe y rock. Algunas de las canciones más destacadas son Llegaste a mí (con influencias de la banda inglesa The Who), Llueve (una canción con sonido beatle), Ella va 1 y 1/2 (una balada que ya había sido publicada en un disco anterior de "Mandrake", en este álbum fue grabada con la voz de la argentina Hilda Lizarazu).

## Lista de canciones
Todos los temas compuestos por Alberto Wolf, excepto los indicados.
1. "Llegaste A Mí"
2. "Llueve"
3. "Ella Va 1 Y 1/2"
4. "Amor En Lo Alto"
5. "Casa De Alquiler" (A. Wolf y Daniel Jacques)
6. "Pejerreyes Y Bureles"
7. "Hombre Oscuro, Roto"
8. "Quiero Que Te Rías"
9. "Para La Vieja Isla De Flores"
10. "Prendiendo Velas" (A. Wolf y Walter Negreyra)
11. "Es Fácil Desviarse"

## Músicos
- Alberto Wolf: voz, guitarra.
- Daniel Jacques: bajo, voz.
- Wilson Negreyra: percusión, voz.
- Luis Jorge Martínez: batería.
- Gonzalo Gravina: teclados.
- Alejandro Roca: guitarra.[6]

Participaron como invitados: Hilda Lizarazu, Martín Ariosa (integrante de la banda Elefante) y Eddy Porchile.